# Ercole Paganini
Ercole Paganini   (Ferrara, 1770 - Novara, 1825) va ser un compositor italià.
Va estudiar al "Conservatori della Pietà dei Turchini" a Nàpols, amb Nicola Sala i Giacomo Tritto, que després es va convertir en professor del mateix conservatori. Després de problemes judicials, va parar al nord d'Itàlia, on va tenir set obres representades amb bon èxit. El 1823 va ser convocat a Novara com a professor de capella a San Gaudenzio i es va dedicar només a la música sacra, en el qual va donar proves més convincents que en les composicions per a l'òpera.

## Òperes
- Olimpia;
- Lisinga;
- La conquista del Messico;
- Le rivali generose;
- I filosofi al cimento;
- Cesare in Egitto;
- Demetrio a Rodi.